# Толмин
Толми́н (словен. Tolmin) — город в западной части Словении. Расположен в регионе Горишка.
Расположен в долине реки Соча, недалеко от границы Словении с Австрией и Италией. В октябре — декабре 1917 рядом с Толмином произошла одна из крупнейших сражений Первой мировой войны — Битва при Капоретто. Население насчитывает 12 198 человек по данным переписи 2002 года. В городе есть музей.
С именем города связана история 1-й «русской» партизанской ударной бригады, самого крупного воинского формирования Народно-освободительной армии Югославии (НОАЮ) в годы Второй мировой войны, состоявшего из граждан СССР разных национальностей.

## История советского партизанского подразделения
В ноябре 1943 года в районе города Толмин было сформировано первое международное партизанское подразделение — батальон 18-й словенской бригады, составленный из граждан Советского Союза и Югославии (словенцев и хорватов). Бойцами словенской бригады стали советские военнопленные, бежавшие из лагеря в северной Италии и собравшиеся в окрестностях Толмина. Первоначально батальон имел три роты — «русскую», хорватскую и словенскую.

В дальнейшем советская рота выросла в батальон, покрывший себя славой в борьбе за освобождение страны от фашистских оккупантов. В знак признательности и благодарности за вклад в победу над захватчиками, батальон был представлен командованием 9-го корпуса НОАЮ к награждению Орденом Партизанской Звезды III-й степени. В конце апреля-начале мая 1945 года на его основе была сформирована 1-я «русская» ударная бригада.